# Клинская улица (Москва)
Кли́нская у́лица — улица в Северном административном округе города Москвы на территории района Ховрино. Проходит от Фестивальной улицы до Зеленоградской улицы. Нумерация домов ведётся от Фестивальной улицы.

## Происхождение названия
На карте 1952 года улица называется улица Кирова.
Улица была названа тем же именем, что и упразднённая в 1978 году соседняя улица, располагавшаяся южнее нынешней Фестивальной улицы. Та, в свою очередь, до 1964 года называлась улицей Гоголя. Нынешнее название улица получила от города Клин (северо-запад Московской области).

## Описание
Почти на всём своём протяжении Клинская улица имеет четыре полосы (по две в каждом направлении) автомобильного движения, в последней четверти — по одной. Обе стороны улицы почти на всём протяжении оборудованы пешеходными тротуарами. На протяжении улицы находятся пять светофоров, один подземный переход и два нерегулируемых.
Улица не имеет примыканий, за исключением Клинского проезда (между домами №№ 2 и 4 — в сторону Зеленоградской улицы) и улицы Грачёвка между домами №№ 19 и 21, связывающей её с Петрозаводской улицей.

## Здания и сооружения
По нечётной стороне
- № 3-а — подстанция «Скорой помощи»
- № 11 — опорный пункт полиции
- № 13 — детский сад № 2085

По чётной стороне
- № 2 — Грачёвский парк с загородным домом М. С. Грачёва (ныне Московский областной клинический центр восстановительной медицины и реабилитации) и храмом Иконы Божией Матери Знамение в Ховрине
- № 2 вл.2 — Ховринская больница — снесённое в 2018 году здание заброшенной, недостроенной больницы, которая строилась с 1981 по 1985 гг. После заморозки строительства — объект экстремального туризма[3], сталкерства, притон сектантов, сатанистов, бомжей[4] и криминала[5].
- № 4/2 — общежитие НИПИЭИлеспром
- № 4 стр. 3 — электроподстанция
- № 8 — Научно-исследовательский и проектный институт экономики, организации управления производством и информации по лесной, целлюлозно-бумажной и деревообрабатывающей промышленности (НИПИЭИлеспром)
- № 8-а — Московский колледж мебельной промышленности
- № 12 стр. 2 — Храм Двенадцати апостолов. Построен весной 2015 года за 7 недель без единого гвоздя силами местных жителей. В будущем планируется заменить эту деревянную часовню полноценным каменным храмом[6].
- № 16-а — средняя школа № 2029[7]
- № 20 — средняя школа № 1338 с углублённым изучением английского языка
- № 20-а — средняя школа № 2020
- № 22 — ЦО[уточнить] №1474
- № 26-г — средняя школа № 425

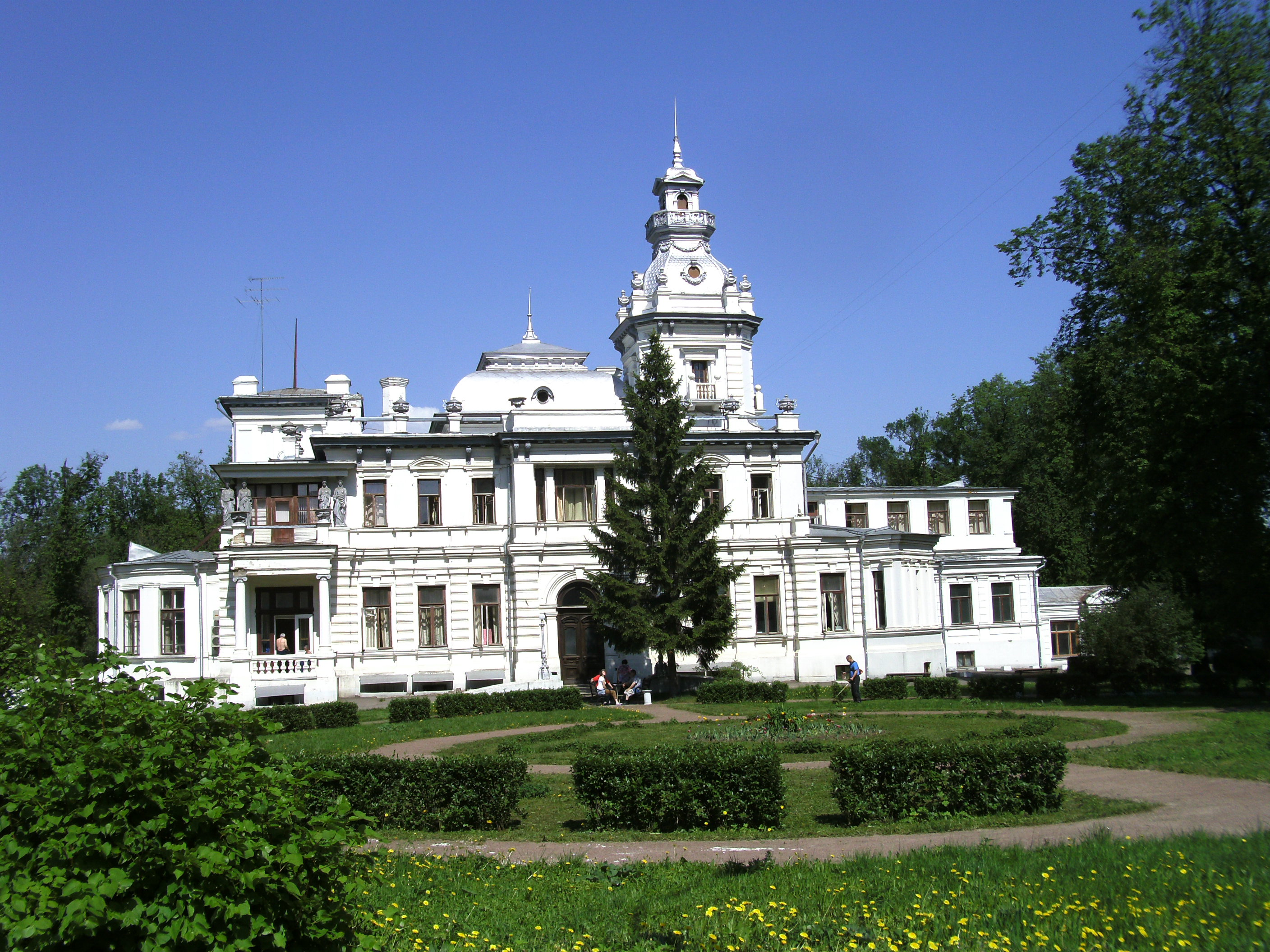
Дом М. С. Грачёва (д. № 2)
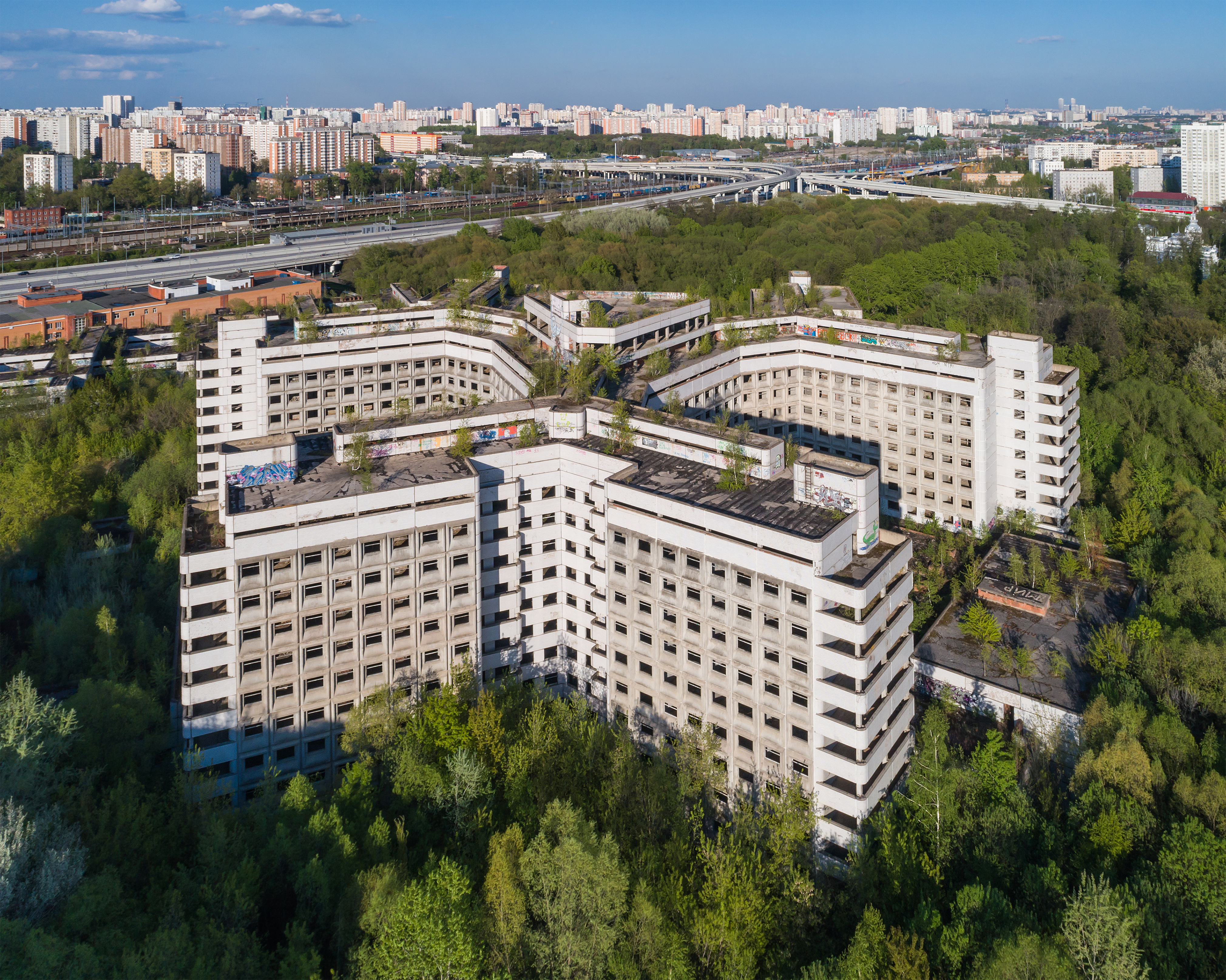
Ховринская больница (д. № 2 вл. 2; снесена в 2018 г.)
Храм Двенадцати апостолов (д. № 12 стр. 2)
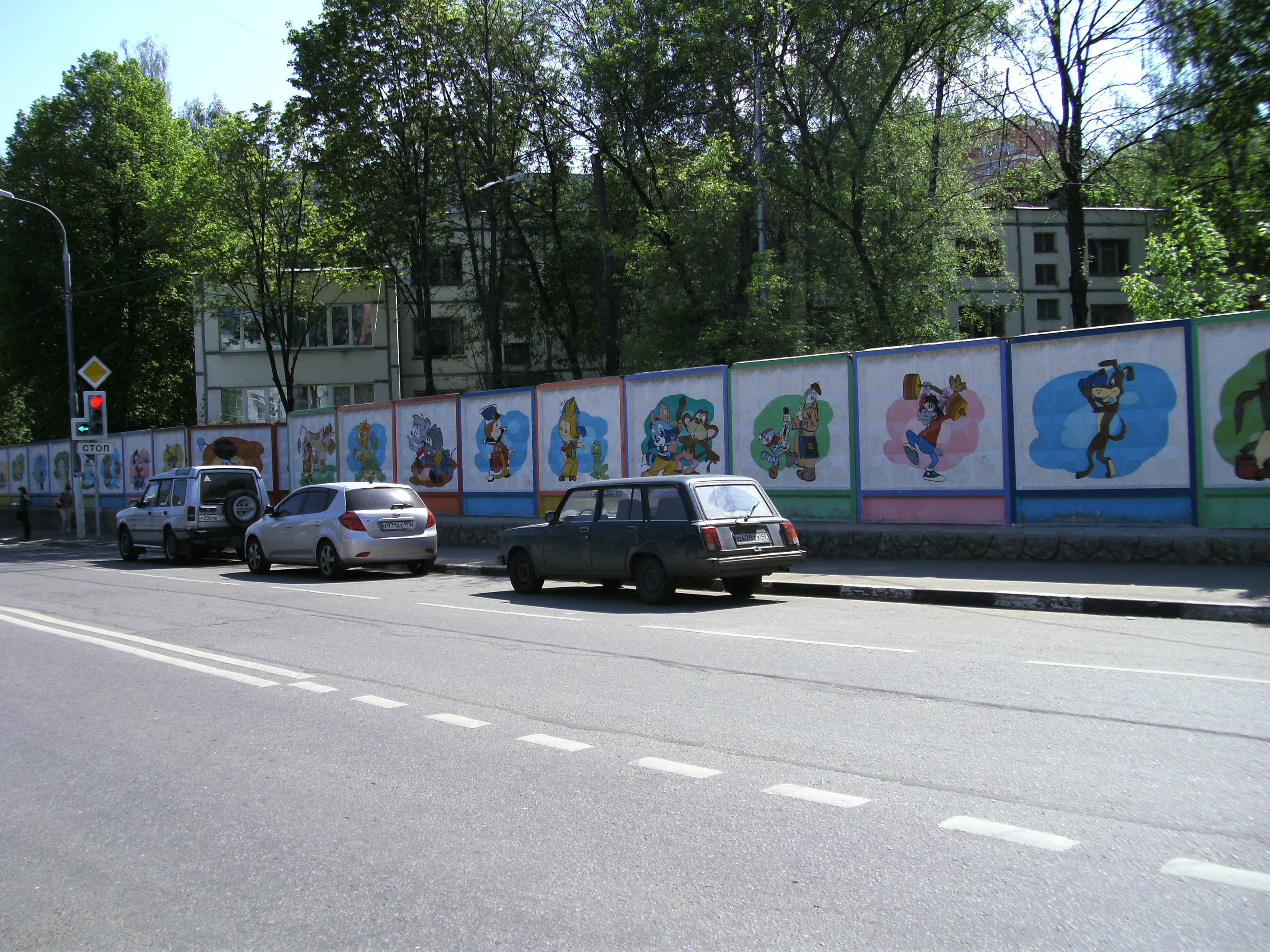
Забор детского сада № 2085 (д. № 13)

## Транспорт
В 600 метрах от конца улицы расположена станция метро  Ховрино, в 2 200 метрах от начала улицы — станция метро  Речной вокзал. 
 В 700 метрах от середины улицы находится Станция «Ховрино» Ленинградского направления Октябрьской железной дороги.
По улице проходят автобусные маршруты:
- 65:  Водный стадион —  Ховрино — Левобережная улица
- 445:  Речной вокзал —  Ховрино — Районный центр Нева
- 500:  Водный стадион —  Ховрино — Прибрежный проезд
- т58:  Грачёвская (МЦД) —  Речной вокзал — Северный речной порт